# Tamorley Thomas
Tamorley Thomas (* 28. Juli 1983 in Saint John’s, Antigua und Barbuda) ist ein antiguanischer Fußballspieler, der 16 Jahre für die Nationalmannschaft von Antigua und Barbuda spielte. Im Verein ist er aktuell beim Greenbay Hoppers FC aktiv.

## Vereinskarriere
Tamorley Thomas begann seine Karriere im Jahr 2002 beim Hoppers FC aus Green Bay. Für den Verein aus der Premier League spielte der Mittelfeldspieler insgesamt neun Jahre lang. In dieser Zeit nahm er mit dem Klub auch zweimal (2005 und 2006) an der Karibik-Klubmeisterschaft teil, mit dem besten Resultat das Achtelfinale 2005, nach Niederlage gegen Portmore United aus Jamaika. Im April 2011 unterschrieb Thomas einen Vertrag beim neugegründeten Verein Antigua Barracuda FC der als erster professioneller Fußballverein aus Antigua und Barbuda an der USL Professional Division teilnahm. Sein Debüt erfolgte eine Woche nach der Verpflichtung gegen die Los Angeles Blues, wobei Thomas beim 2:1-Niederlage das erste offizielle Tor in der Klubhistorie erzielen konnte. Seit 2013 spielt er wieder für den Greenbay Hoppers FC, mit dem er bisher zweimal (2016, 2018) die nationale Meisterschaft gewann.

## Nationalmannschaft
Tamorley Thomas gab sein Debüt in der Nationalmannschaft von Antigua und Barbuda in der Qualifikation für den CONCACAF Gold Cup 2002 gegen Haiti.